# Wiązów (gmina)
Wiązów est une gmina mixte du powiat de Strzelin, Basse-Silésie, dans le sud-ouest de la Pologne. Son siège est la ville de Wiązów, qui se situe environ 11 km à l'est de Strzelin, et 37 km au sud de la capitale régionale Wrocław.
La gmina couvre une superficie de 141,82 km2 pour une population de 7 372 habitants.

## Géographie
La gmina est bordée par les gminy de Domaniów, Jordanów Śląski, Kobierzyce, Kondratowice, Strzelin et Żórawina.